# 格雷文馬赫區
格雷文馬赫區（盧森堡語：Distrikt Gréiwemaacher；德語：Distrikt Grevenmacher；法語：District de Grevenmacher）是西歐國家盧森堡曾经的三個区之一，于2015年10月3日废除。西與盧森堡區、北與迪基希區、東與德國的萊茵蘭-普法爾茨州和薩爾州、南與法國的摩澤爾省接壤。格雷文馬赫區曾辖有3個縣。
1. 埃希特納赫縣
  - 博福尔
  - 贝什
  - 贝尔多夫
  - 孔斯多夫
  - 埃希特纳赫
  - 罗斯波特-蒙帕赫
  - 瓦尔德比利希
2. 格雷文馬赫縣
  - 贝茨多夫
  - 比韦尔
  - 弗拉克斯韦勒
  - 格雷文马赫
  - 永林斯特
  - 曼特纳赫
  - 梅尔泰特
  - 沃梅尔当日
3. 雷米希縣
  - 布斯
  - 达尔海姆
  - 伦宁根
  - 蒙多夫莱班
  - 雷米希
  - 申根
  - 施塔特布雷迪穆斯
  - 瓦尔德布雷迪穆斯

## 外部連結
- 盧森堡政區情報 （页面存档备份，存于）